# استقرار مجدد (اسپانیا)
استقرار مجدد (به اسپانیایی: Restauración borbónica en España) یک کشور مستقل، کشور سابق و دوره تاریخی در اسپانیا است.